# 韓淑妃
淑妃韓氏（しゅくひ かんし、生没年不詳）は、五代十国時代の後唐の荘宗李存勗の妃嬪（元は正室）。

## 生涯
太原府晋陽県の人。父は代州刺史の韓逵。兄は太原少尹の韓惲。
唐の乾寧年間に李存勗に嫁いだ。李存勗は韓氏の家族を高く礼遇した。その後、李存勗は晋王となり、韓氏は衛国夫人に封ぜられた。しかし李存勗が後唐の皇帝として即位すると、寵愛深かった側室の劉氏を皇后として立てようとした。韓氏は劉氏や伊氏など側室らと寵愛を争い、出自の高さを誇示した。劉氏は貧賤の出身のため恥じ入り、皇宮を訪ねてきた実父の劉山人を追い払った。結局、劉氏が皇后に立てられ、韓氏は腹を立てた。同光2年12月（西暦で925年）、李存勗は韓氏を淑妃（高位の妃嬪）に封じた。
明宗李嗣源が即位すると、劉皇后は賜死となり、妃嬪らは実家に帰された。淑妃韓氏は太原に居を遷した。後晋の天福元年（936年）、契丹に捕らえられて連れ去られた。 

## 伝記資料
- 『新五代史』唐太祖家人伝第二
- 『旧五代史』唐書二十五 后妃列伝一
- 『資治通鑑』